# 高家坊镇
高家坊镇，中华人民共和国湖南省岳阳市汨罗市已撤销的一个镇，位于汨罗市西南端。京广铁路经过镇区。

## 建制沿革
- 1956年，设高坊乡。
- 1958年，属七一公社（后改川山公社）。
- 1961年，析置高坊公社。
- 1966年，三姊公社并入。
- 1984年，改置高坊乡，旋即改置高家坊镇。
- 2015年，与川山坪镇成建制合并设立川山坪镇。

## 行政区划
高家坊镇下辖2个居委会和19个行政村：
- 高坊一居委会、高坊二居委会
- 船山村、六丰村、三姊村、永安村、杨桥村、燕塘村、万岭村、狮岭村、青江村、松阳村、仁里村、新华村、桥坪村、周坊村、永丰村、沙河村、达仁村、凤形村、高华村